# Roland Topor

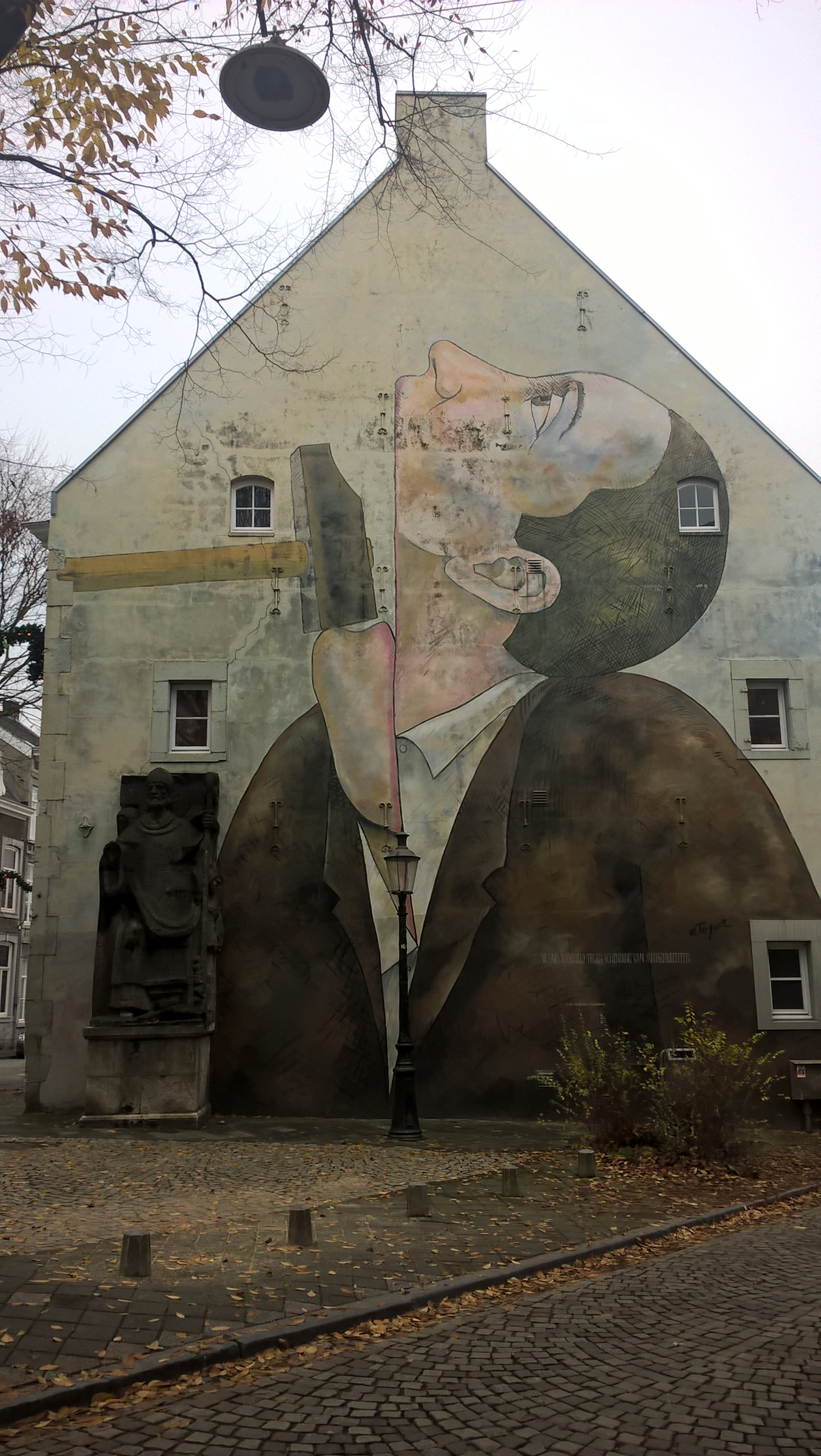
Muurschildering van Roland Topor, 1988 (Tongersestraat, Maastricht)

Roland Topor (Parijs, 7 januari 1938 - aldaar, 16 april 1997) was een Frans illustrator, cartoonist, striptekenaar, schilder, roman-, toneel-, film- en tv-schrijver, filmmaker en acteur die bekend stond om het surreële karakter van zijn werk. Topor was van Pools-Joodse afkomst en bracht de eerste jaren van zijn leven door in Savoye waar zijn familie hem voor de nazi's verborg.
Topor was vooral bekend voor zijn absurde cartoons, onder andere voor Charlie Hebdo, die altijd iets macabers in zich dragen. Hij maakte ook illustraties bij boeken van o.a. Tolstoi, Marcel Aymé, vanuit zijn eigen surrealistische en satirische kijk op de wereld. Ook zijn romans en korte verhalen hebben nagenoeg allemaal een wreed karakter. Zijn eerste roman Le Locataire chimérique schreef hij in 1964. Deze werd in 1976 verfilmd door Roman Polanski als The Tenant.